# Kiten
Kiten è un programma educativo per l'apprendimento della lingua giapponese. Fa parte del modulo kdeedu dell'ambiente desktop KDE.
Permette di studiare i kanji e funziona anche come vocabolario giapponese-inglese e inglese-giapponese.
L'utente può cercare i kanji per numero di tratti o per radicale. È possibile aggiungere kanji alla lista degli ideogrammi imparati, ed essere sottoposti a semplici domande a risposta multipla in cui l'ideogramma è mostrato assieme ad un numero di possibili traduzioni da cui scegliere quella corretta.